# Planet Asia
Planet Asia, pseudonimo di Jason Green (Fresno, 24 ottobre 1976), è un rapper statunitense.
Planet Asia è originario di Fresno (California). Oltre alla carriera solista, ha fatto parte anche dei gruppi hip hop Cali Agents e Skhoolyard.

## Discografia

### Album in studio
- 2002 - Still in Training
- 2004 - The Grand Opening
- 2006 - The Medicine
- 2007 - The Jewelry Box Sessions: The Album
- 2008 - Pain Language (con DJ Muggs)
- 2010 - Crack Belt Theate
- 2012 - Black Belt Theatre
- 2016 - Egyptian Merchandise
- 2018 - The Golden Buddha
- 2018 - Mansa Musa

### EP
- 1998 - Planet Asia
- 2000 - The Last Stand

### Mixtape
- 2004 - The Steady Gang Mix
- 2006 - The Sickness Pt.1 - The Mixtape
- 2008 - Direct from C.A.
- 2008 - Planet Asia & The Architekt: Blak Majik (King Medallion vs. Arch Angel)
- 2008 - DJ Warrior Pres. The Pain Language Mixtape
- 2009 - Planet Asia Present: Turbin - The Boys a Problem Vol.1
- 2009 - Planet Asia & F. L. O. : Planet F. L. O.

### Raccolte
- 2003 - Collabos and Bullets
- 2004 - Throwbacks (Classics 1997-2001)
- 2011 - Love Bandit & Wise Dome Presents (Vision Proper)

### Con i Cali Agents
- 2000 - How the West Was One, Ground Control
- 2004 - Head of the State, Pockets Linted/Groove Attack
- 2006 - Fire & Ice, Pockets Linted Entertainment

### Con i Skhoolyard
- 1997 - Representation EP, Black Scorpion Records
- 2002 - A New Way Of Thinking, Threshold Records

### Con Gold Chain Military
- 2010 - Chain of Command